# Södermanlands runinskrifter 231
Sö 231 är utförd på ett flyttblock som ligger utmed gamla byvägen mellan Trollsta mellangård och Trollsta södergård i Sorunda socken på Södertörn. 
Runblocket är beläget ett hundratal meter söder om Mellangården. Skriften var länge försvunnen men återfanns vid en undersökning av Riksantikvarieämbetet 1927. Från marken till ristningens underkant är avståndet cirka en meter och ristningens höjd är drygt en meter, vilket medför att övre delen är svårläst. Runslingans början och slut är borta men ett kors finns bevarat i ristningens mitt.

## Inskrift
- Translitterering: ... ...u × ---- × -ftir --þiuka · ---ur sin · k-an
- Normalisering: ... [ræist]u [stæin æ]ftiR <--þiuka> [fað]ur sinn g[oð]an.
- Nusvenska: ...reste stenen efter..., sin gode fader...

## Källa
Vikingatida runstenar i Sorunda socken, Palle Budtz, Sorunda hembygdsförening, 1996, ISSN 1104-5833